# Басин, Ефим Владимирович
Ефи́м Влади́мирович Ба́син (род. 3 января 1940) — советский и российский инженер-строитель и государственный деятель.
Начальник Главного управления по строительству Байкало-Амурской железнодорожной магистрали (ГлавБАМСтрой), заместитель Министра транспортного строительства СССР (1986—1988).
Глава государственных органов управления строительством в Российской Федерации в 1992—1999 годах (с перерывом).
Герой Социалистического Труда (1990). Лауреат Государственной премии Российской Федерации. Полный кавалер ордена «За заслуги перед Отечеством».

## Биография
Ефим Басин родился 3 января 1940 года.
В 1957 году окончил Стодолищенскую среднюю школу.
В 1962 окончил Белорусский институт инженеров железнодорожного транспорта (БИИЖТ) в Гомеле по специальности «Промышленное и гражданское строительство».
С 1962 по 1980 год прошел путь от рядового инженера до руководителя крупных строительных организаций на стройках Севера Европейской части России и Сибири.
Член КПСС с 1967 года.
В 1980 году окончил Академию Народного Хозяйства при Совете Министров СССР по специальности «Экономика, организация управления и планирования народного хозяйства».
В 1980 году защитил кандидатскую диссертацию на тему «Управление социальным развитием трудовых коллективов в условиях Крайнего Севера (в сфере транспортного строительства)», получил учёную степень кандидата экономических наук по научной специальности 09.00.02 — Теория научного социализма и коммунизма.
С 1980 по 1990 год работал на строительстве Байкало-Амурской железнодорожной магистрали. В 1986-1988 годах работал в должности начальника Главного управления строительства БАМа (ГлавБАМстрой) и заместителя Министра транспортного строительства СССР, сменив на этом посту К.В. Мохортова.
В 1990-1992 годах — народный депутат РСФСР, председатель Комитета по строительству, архитектуре и жилищно-коммунальному хозяйству Верховного Совета России.
С 1992 по 1998 год руководил строительными ведомствами России: председатель госкомитета РФ по вопросам архитектуры и строительства (1992—1994), министр строительства РФ (1994—1997), председатель госкомитета РФ по жилищной и строительной политике (Госстрой России).
В 1998 году стал первым заместителем руководителя комплекса перспективного развития Правительства Москвы, затем начальником управления развития строительной отрасли Правительства Москвы.
С 1998 по 1999 год — председатель госкомитета РФ по строительной, архитектурной и жилищной политике.
С 1999 года — первый вице-президент ОАО "Корпорация «Трансстрой».
С 1999 года — генеральный директор ЗАО "Инжиниринговая корпорация «Трансстрой».
В 2007-2014 годах — генеральный директор ООО «КОРПОРАЦИЯ ИНЖТРАНССТРОЙ».
Принимал активное участие в восстановлении экономики Чеченской республики в 1995—1996 годах, в восстановлении жилья и объектов социально-культурного назначения в Республике Саха (Якутия) (г. Ленск), Юга России (Кубань).
Живёт и работает в Москве.

## Научная деятельность
Доктор экономических наук, действительный член Российской Академии архитектуры и строительных наук, доктор транспорта, академик Академии транспорта РФ, академик Международной академии информационных процессов и технологий, академик Международной академии информатизации.
Автор свыше 200 печатных работ.

## Общественная деятельность

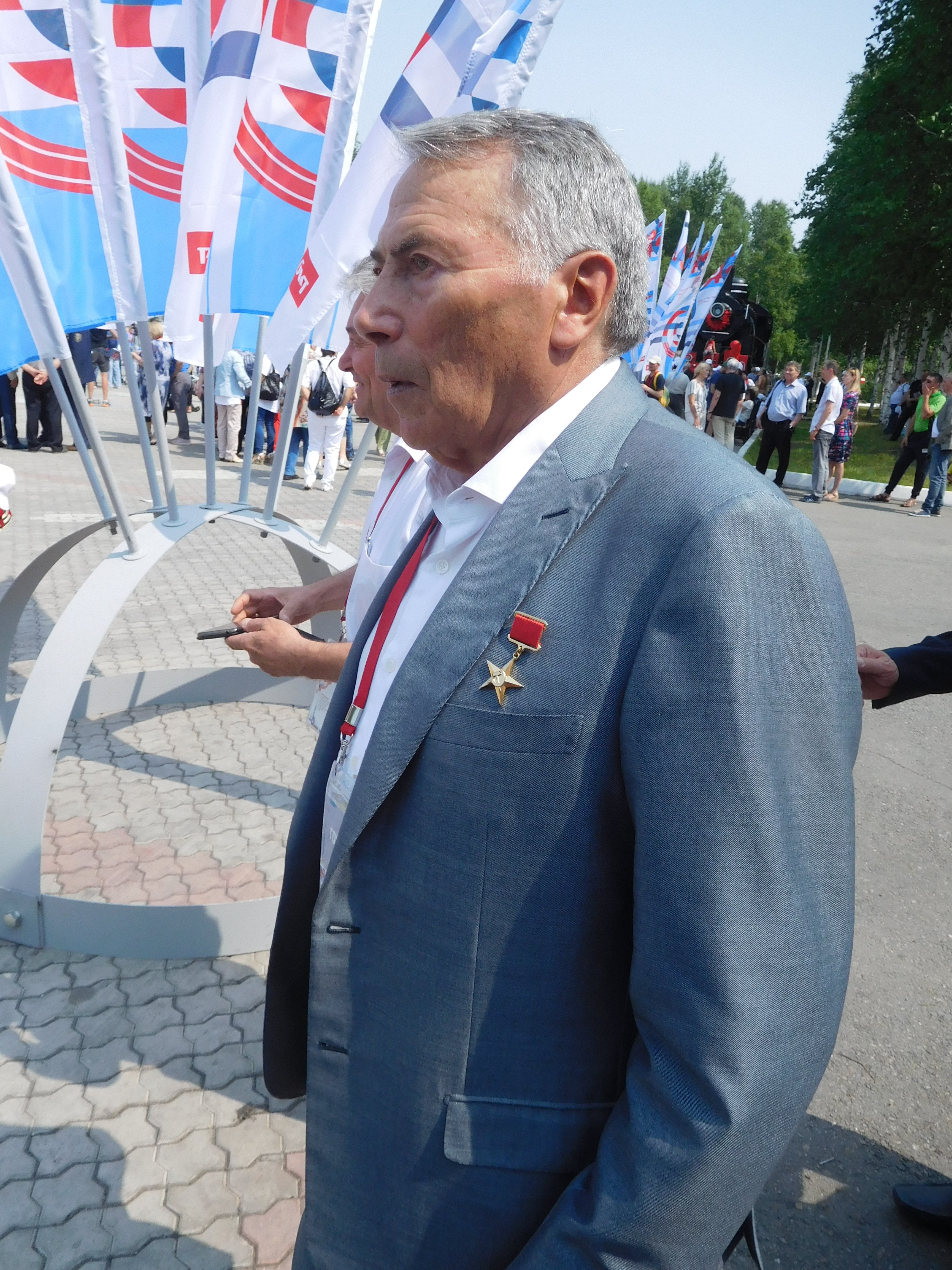
На праздновании 45-летия начала интенсивного строительства БАМа, Тында, 7 июля 2019 года

- Член Совета по вопросам жилищного строительства при Председателе Совета Федерации Федерального собрания Российской Федерации
- Член Экспертного Совета по строительству, архитектуре и строительной индустрии Комитета по промышленности, строительству и наукоемким технологиями Государственной Думы Федерального Собрания Российской Федерации
- Член коллегии Министерства регионального развития Российской Федерации
- Член Президиума Правления Торгово-промышленной палаты Российской Федерации
- Председатель Комитета Торгово-промышленной палаты Российской Федерации по предпринимательству в сфере строительства и жилищно-коммунального хозяйства
- Член Правления Российского союза строителей
- Член Президиума Российского общества инженеров строительства
- Член Президиума Российской академии архитектуры и строительных наук
- Главный редактор Российской архитектурно-строительной энциклопедии
- Президент Некоммерческого партнерства саморегулируемой организации «Межрегиональное объединение строителей»
- Почётный Президент Национального объединения строителей
- Почётный член Совета Министров строительства стран СНГ
- Почётный академик академии архитектуры Таджикистана

## Личная жизнь
Женат, имеет сына и дочь, двое внуков. Увлекается охотой. Любимый вид спорта — академическая гребля. Любит рыбные блюда. Из спиртных напитков предпочитает виски и водку.

## Награды
Государственные награды Российской Федерации и СССР 
- Герой Социалистического Труда (Указ Президента СССР № 546 от 10 августа 1990 года, Орден Ленина и Медаль «Серп и Молот») — за большой вклад в сооружение Байкало-Амурской железнодорожной магистрали, обеспечение ввода в постоянную эксплуатацию на всём её протяжении и проявленный трудовой героизм[4]

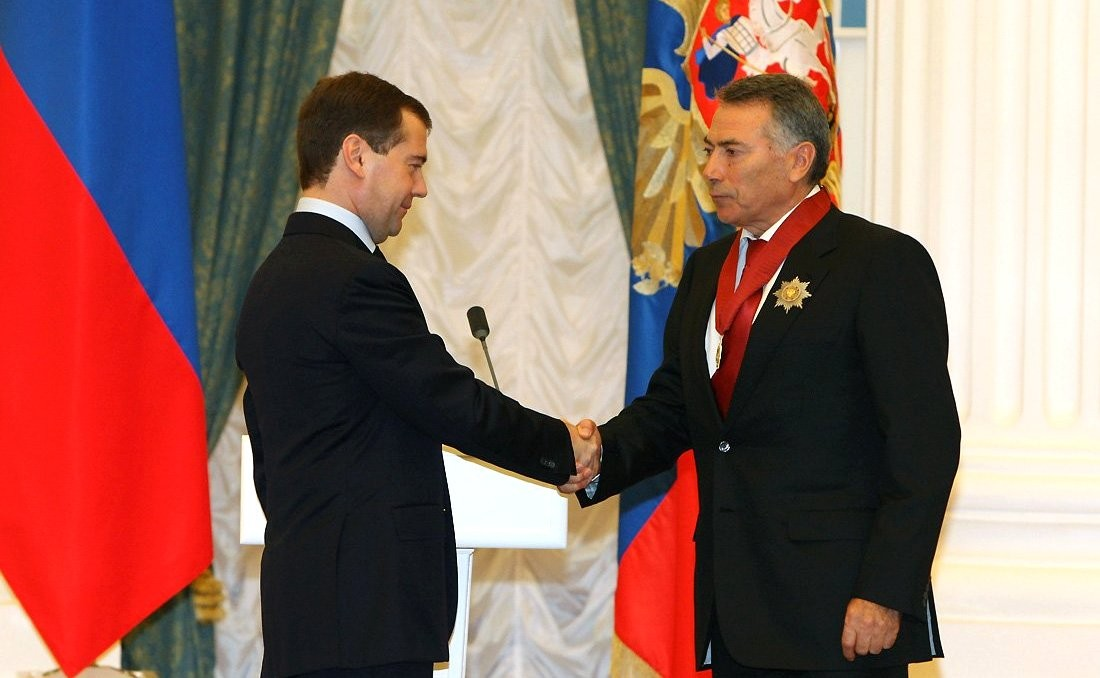
Ефим Басин на церемонии награждения в Кремле орденом За заслуги перед Отечеством II степени, 2 ноября 2009 года

- Орден «За заслуги перед Отечеством» I степени (22 апреля 2024 года) — за большой вклад в реконструкцию, развитие и в связи с 50-летием начала строительства Байкало-Амурской железнодорожной магистрали[5]
- Орден «За заслуги перед Отечеством» II степени (27 октября 2009 года) — за большой вклад в развитие строительного комплекса Российской Федерации и многолетнюю добросовестную работу[6]

- Орден «За заслуги перед Отечеством» III степени (27 декабря 1999 года) — за большой личный вклад в развитие строительного комплекса Российской Федерации и многолетний добросовестный труд [7]
- Орден «За заслуги перед Отечеством» IV степени (26 августа 2020 года) — за достигнутые трудовые успехи, активную общественную деятельность и многолетнюю добросовестную работу[8]
- Орден Почёта (27 мая 2004 года) — за достигнутые трудовые успехи и многолетнюю добросовестную работу[9]
- Орден «Дружбы народов» (26 февраля 1982 года) — за успехи, достигнутые при строительстве и эксплуатации железнодорожной линии Лена — Кунерма Байкало-Амурской магистрали[10]
- Орден «Знак Почёта» (1975 год)
- Медаль «Защитнику свободной России» (9 сентября 1999 года) — за исполнение гражданского долга при защите демократии и конституционного строя 19 — 21 августа 1991 года [11]
- медаль «За доблестный труд. В ознаменование 100-летия со дня рождения Владимира Ильича Ленина» (1970 год)
- лауреат Государственной премии Российской Федерации (1997)[12]
- пять медалей
- Заслуженный строитель Российской Федерации (26 января 1998 года) — за большой вклад в развитие строительного комплекса России и многолетний добросовестный труд [13]

 Поощрения Президента и Правительства Российской Федерации 
- Благодарность Президента Российской Федерации (19 мая 2003 года) — за активное участие в строительстве и вводе в эксплуатацию первой очереди объектов Балтийской трубопроводной системы [14]
- Благодарность Президента Российской Федерации (11 мая 2000 года) — за многолетний плодотворный труд в области строительства и в связи с 50-летием со дня образования Госстроя России[15]
- Благодарность Президента Российской Федерации (5 июня 1998 года) — за добросовестный труд и последовательное проведение курса экономических реформ [16]
- Благодарность Президента Российской Федерации (11 июля 1996 года) — за активное участие в организации и проведении выборной кампании Президента Российской Федерации в 1996 году[17]
- Благодарность Президента Российской Федерации (14 августа 1995 года) — за активное участие в подготовке и проведении празднования 50-летия Победы в Великой Отечественной войне 1941—1945 годов[18]
- Медаль Столыпина П. А. I степени (Правительство Российской Федерации, 25 декабря 2009 года) — за заслуги в решении стратегических задач по развитию строительного комплекса Российской Федерации и многолетний добросовестный труд[19]
- Почётная грамота Правительства Российской Федерации (31 декабря 1999 года) — за большой личный вклад в развитие строительного комплекса страны и многолетний добросовестный труд [20]

 Награды субъектов Российской Федерации 
- Медаль «За выдающийся вклад в развитие Кубани» I степени
- Почётный гражданин города Печора
- Заслуженный работник Республики Коми
- Заслуженный строитель Республики Марий Эл
- Почётный строитель города Москвы
- «Почётный строитель Московской области»

 Церковные награды 
- орден святого равноапостольного великого князя Владимира III степени
- два ордена Русской Православной Церкви.

 Ведомственные награды 
- «Почётный строитель России»
- «Почётный транспортный строитель»
- «Почётный железнодорожник»
- «Почётный дорожник»
- «Почётный монтажник»